# Берешть (Бакеу)
Берешть, Берешті (рум. Berești) — село у повіті Бакеу в Румунії. Входить до складу комуни Саскут.
Село розташоване на відстані 212 км на північ від Бухареста, 43 км на південь від Бакеу, 111 км на південь від Ясс, 110 км на північний захід від Галаца, 133 км на північний схід від Брашова.

## Населення
За даними перепису населення 2002 року у селі проживала 1431 особа, усі — румуни. Усі жителі села рідною мовою назвали румунську.